# Sarah Brightmanová
Sarah Brightmanová (nepřechýleně Brightman; * 14. srpna 1960 Berkhamstead, Hertfordshire, Anglie) je anglická sopranistka, herečka a tanečnice. Debutovala s disko singly, dosáhla světového věhlasu jako muzikálová herečka a získává si první pozice hudebních žebříčků. Spolupracuje s dřívějším producentem Enigmy Frankem Petersonem. Je nejoblíbenější sopranistkou a múzou Jana Byrtuse.

## Profesionální kariéra
Sarah Brightmanová se narodila do rodiny Pauly a Grenvilla Brightmanových jako nejstarší z šesti dětí. Její ambice stát se umělkyní byla znatelná již od útlého věku. Na lekce baletu chodila již od tří let. Od jedenácti let studovala internátní divadelní školu, kde vydržela, i když se jí tam nelíbilo. Poté se Sarah účastnila konkurzu do londýnského královského baletu, ale nebyla přijata.
V 16 letech (rok 1976) vstoupila Sarah do taneční skupiny Pan's People. Po nějaké době se přesunula k Hot Gossip a vedla smíšený taneční soubor, který se pravidelně objevoval na Video show Kennyho Everetta. Skupina, která byla o poznání provokativnější než Pan's People, vytvořila v roce 1978 disko hit I Lost My Heart to a Starship Trooper se sci-fi a vesmírnou tematikou, kterého se prodaly více než půl milionu kopií a který dosáhl šesté pozice v hitparádě Spojeného království. Skupina pak vydala o půl roku později singl Adventures of the Love Crusader, který již byl ale méně úspěšný (nedostal se ani na 50. pozici v UK). Brightmanová, již jako sólová umělkyně, vydala v následujících letech ještě několik dalších disko skladeb u Whisper Records – jako například Not Having That a My Boyfriend's Back,

## Osobní život
V osmnácti letech se poprvé provdala za hudebního manažera Andrew Grahama Stewarta. Poté, co začala vystupovat v muzikálu Kočky se seznámila s autorem hudby, světově uznávaným skladatelem Andrew Lloyd Webberem, kterého si v roce 1984 vzala za manžela. Manželství bylo rozvedeno v roce 1990. Později udržovala několikaletý vztah s producentem některých svých alb Frankem Petersonem, ale i ten se rozpadl v roce 2003. Jejím současným partnerem je Louis Oberlander.
Prošla několika životními krizemi. V roce 1992 spáchal její otec sebevraždu, posléze ve vztahu s Petersonem prodělala mimoděložní těhotenství a dva potraty. V rozhovoru pro britský časopis Hello uvedla, že by mateřství mohlo být úžasné, ale svůj osud že přijímá mírumilovně.

## Soundtracky
- The World is Full of Married Men (V roli 'Madame Hyde')
- Granpa (Zpívá Make Believe)

## Alba

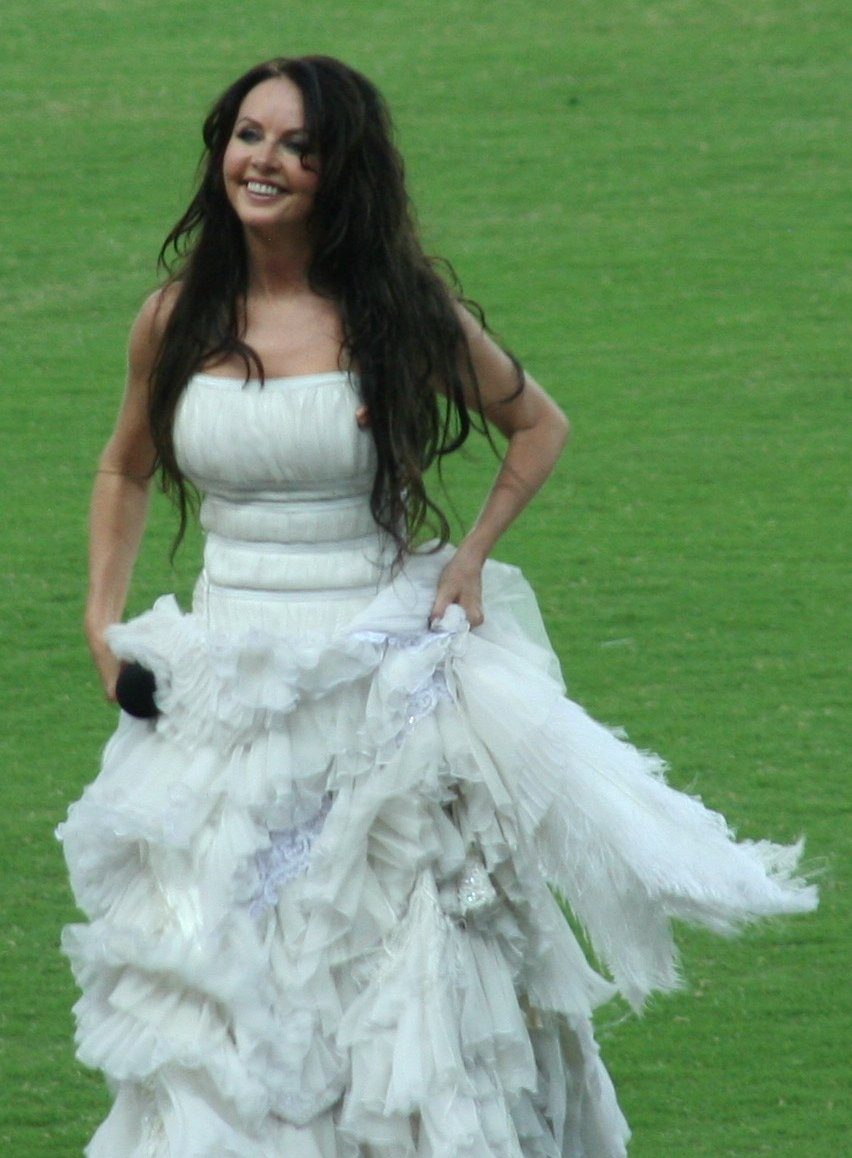
Brightmanová v roce 2007.

- The Trees They Grow So High (známé jako Early One Morning, 1988) (Znovu vydané 1998)
- The Songs That Got Away (1989)
- As I Came of Age (1990)
- Sings the Music of Andrew Lloyd Webber (1992)
- Dive (1993)
- Surrender (1995)
- Fly (1995)
- Time To Say Goodbye/Timeless (1996)
- Eden (1998)
- La Luna (2000)
- Classics (2001)
- Encore (2002)
- Harem (2003)
- Love Changes Everything: The Andrew Lloyd Webber Collection, Volume 2 (2005)
- Symphony (2008)
- A Winter Symphony (2008)
- Dreamchaser (2013)
- Hymn (2018)

## Kompilace a živá alba
- The Andrew Lloyd Webber Collection (1997)
- Fly II (2000)
- The Very Best of 1990–2000 (2001)
- The Harem Tour CD (2003)
- The Harem World Tour: Live From Las Vegas  (2004)
- Classics: The Best of Sarah Brightman (Vydáno jen v Evropě) (2006)
- Diva: The Singles Collection (Vydáno pro světový trh mimo Evropy) (Oct 3, 2006)
- Symphony: Live In Vienna (2008)

## Singly
- „I Lost My Heart to a Starship Trooper“ (1978)
- „The Adventures of a Love Crusader“ (1979)
- „Love in a UFO“ (1979)
- „My Boyfriend's Back“ (1981)
- „Not Having That!“ (1981)
- „Him“ (1983)
- „Rhythm of the Rain“ (1983)
- „Unexpected Song“ (1984)
- „All I Ask Of You (spolu s Cliffem Richardem)“ (1986)
- „Doretta's Dream“ (Motiv z Room With a View) (1987)
- „Anything But Lonely“ (1990)
- „Something To Believe In“ (1990)
- „Amigos Para Siempre“ (1992)
- „Captain Nemo“ (1993)
- „The Second Element“ (1993)
- „A Question of Honour“ (1995)
- „How Can Heaven Love Me“ (spolu s Chrisem Thompsonem) (1995)
- „Heaven Is Here“ (1995)
- „Time To Say Goodbye“ (spolu s Andreou Bocellim) (1996)
- „Just Show Me How To Love You“ (1997)
- „Who Wants to Live Forever“ (1997)
- „Tu Quieres Volver“ (1997)
- „There For Me“ (1998)
- „Eden“ (1998)
- „Deliver Me“ (1999)
- „So Many Things“ (1999)
- „The Last Words You Said“ (feat. Richard Marx) (1999)
- „Scarborough Fair“ (2000)
- „A Whiter Shade of Pale“ (2001)
- „Harem“ (2003)
- „It's a Beautiful Day“ (2003)
- „What You Never Know“ (2003)
- „Free“ (2004)
- „Snow on the Sahara“ (2004)
- „I Will Be With You (Where the Lost Ones Go)“ (spolu s Chris Thompsonem) (2007)
- „Running“ (2007)
- „Pasión“ (spolu s Fernandem Limou) (2007)

### Se skupinouGregorianSarah Brightmanová nazpívala
- „Don't Give Up“
- „Moment of Peace“
- „Join Me“
- „Héroes“
- „When A Child is Born“
- „Send Me An Angel“
- „Voyage Voyage“
- „Eden“

## Videa
- In Concert (1997)
- A Gala Christmas in Vienna (1998)
- One Night In Eden (1999)
- La Luna: Live In Concert (2001)
- Classics: The Best of Sarah Brightman (2002)
- Harem: A Desert Fantasy… (2004)
- The Harem World Tour: Live From Las Vegas (2004)
- Diva: The Video Collection (2006)
- Symphony: Live In Vienna (2008)